# Rhesala figurata
Rhesala figurata là một loài bướm đêm trong họ Noctuidae.